# James Guerrier
James Guerrier, né le 24 novembre 1988, aussi connu sous le pseudonyme de Jemix, né le 24 novembre 1988 à Port-au-Prince en Haïti, est rédacteur, promoteur et attaché de presse haïtien. Il est coordinateur de communication de la ministre Kathia Verdier.   

## Biographie
James Guerrier nait le 24 novembre 1988 à Port-au-Prince, Haïti. 
Il est rédacteur à «Pòtvwa» et, a collaboré aussi, à plusieurs autres médias du pays comme: Loop-news et Le nouvelliste. Ayant grandi à Martissant, il prend la responsabilité de sa famille après la perte prématurée de son frère aîné à l'âge de 14 ans. 
Après le séisme de 2010, Jemix  déménage à Turgeau, où il s'investi pour aider sa communauté à la Fondation Noula Haïti en tant qu'opérateur du centre d’appel. En 2012, James fonde AS-LAH, une initiative qui soutient la jeunesse, les artistes et les enfants haïtiens. Il met en lumière des talents émergents comme Baky, Zatrap, AZMOSIS et Madmax. Il organise également l’événement annuel Jounen pot louvri jwèt ak chan tradisyonèl, rassemblant des centaines d’enfants chaque décembre pour célébrer les jeux traditionnels et la gastronomie locale.

### Carrière professionnelle

En 2018 et 2019, James lance le projet « Nap Bale », mobilisant plus de 3000 jeunes volontaires pour des initiatives d’assainissement, en partenariat avec la Fondation Mario Brégard, Lesly Center et Sani Clean Marie Port-au-Prince.
Jemix  s'engage dans l'essor de la musique haïtienne contemporaine en tant que manager d’artistes tels que Paska et Shoomy, et en tant que membre de l’équipe de Rockfam. Il est l’un des représentants de label R3volve Haïti, où il continue de promouvoir l'avancement social et culturel.
En 2025, il  devient coordonateur du bureau de communication de la ministre Kathia Verdier. Il est responsable marketing chez DU CSH DIREK.